# Tiro ai XVI Giochi paralimpici estivi
Le gare di tiro ai XVI Giochi paralimpici estivi si sono svolte tra il 29 agosto e il 5 settembre 2021 presso il Camp Asaka.

## Formato
Le competizioni in programma erano tredici, di cui nove con la carabina e quattro con la pistola.
La classificazione delle gare era suddivisa in due gruppi:
- SH1, per atleti che non richiedono un supporto per l'arma;
- SH2, riservata alla carabina, per atleti che hanno bisogno di un supporto per l'arma[1].

Sette delle tredici gare sono state disputate da uomini e donne contemporaneamente (competizioni miste).

## Calendario
Nella tabella sono riportate solo le gare con assegnazione di medaglie.
| Uomini | carabina 10 m SH1 | pistola 10 m SH1          |                           |                  | carabina 50 m 3 posizioni SH1 |                  |                           |
| Donne  | carabina 10 m SH1 | pistola 10 m SH1          |                           |                  | carabina 50 m 3 posizioni SH1 |                  |                           |
| Miste  | carabina 10 m SH2 |                           | carabina 10 m a terra SH1 | pistola 25 m SH1 |                               | pistola 50 m SH1 | carabina 50 m a terra SH1 |
| Miste  | carabina 10 m SH2 | carabina 10 m a terra SH2 | carabina 50 m a terra SH2 | pistola 25 m SH1 |                               |                  | carabina 50 m a terra SH1 |

|  | Finali per medaglia doro |

## Risultati

### Uomini
| Arma     | Evento               | Oro                     | Punti | Argento           | Punti | Bronzo          | Punti |
| Carabina |                      |                         |       |                   |       |                 |       |
| -------- | -------------------- | ----------------------- | ----- | ----------------- | ----- | --------------- | ----- |
| Carabina | 10 m SH1             | Dong Chao               | 264,4 | Andrii Doroshenko | 245,1 | Park Jin-ho     | 224,5 |
| Carabina | 50 m 3 posizioni SH1 | Abdulla Sultan Alaryani | 453,6 | Laslo Suranji     | 452,9 | Shim Young-jip  | 442,2 |
| Pistola  | 10 m SH1             | Yang Chao               | 237,9 | Huang Xing        | 237,5 | Singhraj Adhana | 216,8 |

### Donne
| Arma     | Evento               | Oro              | Punti | Argento             | Punti | Bronzo          | Punti |
| Carabina |                      |                  |       |                     |       |                 |       |
| -------- | -------------------- | ---------------- | ----- | ------------------- | ----- | --------------- | ----- |
| Carabina | 10 m SH1             | Avani Lekhara    | 249,6 | Zhang Cuiping       | 248,9 | Iryna Shchetnik | 227,5 |
| Carabina | 50 m 3 posizioni SH1 | Zhang Cuiping    | 457,9 | Natascha Hiltrop    | 457,1 | Avani Lekhara   | 445,9 |
| Pistola  | 10 m SH1             | Sareh Javanmardi | 239,2 | Ayşegül Pehlivanlar | 234,5 | Krisztina Dávid | 210,5 |

### Miste
| Arma     | Evento           | Oro                 | Punti           | Argento               | Punti            | Bronzo                | Punti |
| Carabina |                  |                     |                 |                       |                  |                       |       |
| -------- | ---------------- | ------------------- | --------------- | --------------------- | ---------------- | --------------------- | ----- |
| Carabina | 10 m a terra SH1 | Natascha Hiltrop    | 253,1           | Park Jin-ho           | 253,0            | Iryna Shchetnik       | 231,2 |
| Carabina | 10 m SH2         | Philip Jönsson      | 252,8           | Franček Gorazd Tiršek | 252,4            | Andrea Liverani       | 230,7 |
| Carabina | 10 m a terra SH2 | Dragan Ristić       | 255,5           | Vasyl Kovalchuk       | 254,7            | Franček Gorazd Tiršek | 232,4 |
| Carabina | 50 m a terra SH1 | Veronika Vadovičová | 248,9           | Anna Normann          | 248,5            | Juan Saavedra         | 226,3 |
| Carabina | 50 m a terra SH2 | Dragan Ristić       | 252,7           | Zdravko Savanovic     | 250,1            | Vasyl Kovalchuk       | 228,9 |
| Pistola  |                  |                     |                 |                       |                  |                       |       |
| 25 m SH1 | Huang Xing       | 27                  | Szymon Sowiński | 21                    | Oleksii Denysiuk | 20                    |       |
| 50 m SH1 | Manish Narwal    | 218,2               | Singhraj Adhana | 216,7                 | Sergey Malyshev  | 196,8                 |       |